# Xamkhuna
Xamkhuna fou una ciutat cananea de localització desconeguda esmentada en una inscripció egipcia, on es parla del rei Abu-Reheni, vers el 1700 aC, que alguns suposen que podria ser la forma egipcia d'Abraham. Torna a ser esmentada al segle xiv aC sota un rei anomenat Xamu-Adda.